# Mucurici
Mucurici is een gemeente in de Braziliaanse deelstaat Espírito Santo. De gemeente telt 5.910 inwoners (schatting 2009).